# Receptor adrenèrgic

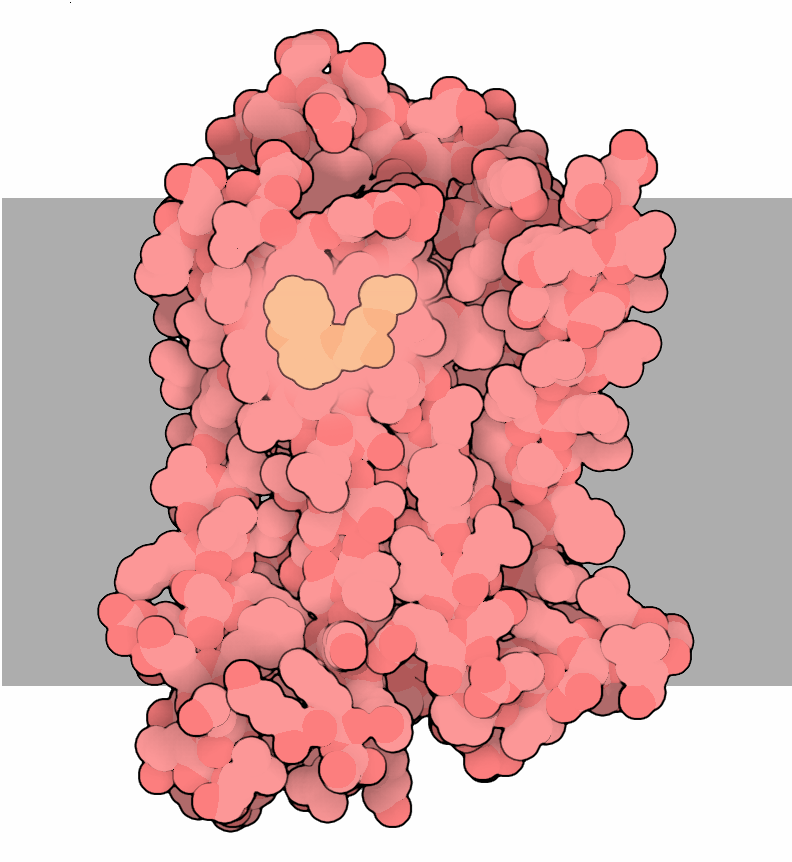
El receptor adrenèrgic β_{2} es mostra unint-se al carazolol (groc) al seu lloc extracel·lular. El β_{2} estimula les cèl·lules per augmentar la producció i la utilització d'energia. La membrana a la qual s'uneix el receptor a les cèl·lules es mostra amb una franja grisa.

Els receptors adrenèrgics o adrenoceptors són una classe de receptors acoblats a proteïnes G que són diana de moltes catecolamines com la noradrenalina i l'adrenalina produïdes pel cos, però també de molts medicaments com els blocadors beta, els agonistes beta-2 (β2) i els agonistes alfa-2 (α2), que s'utilitzen per tractar la hipertensió arterial i l'asma, per exemple.
Moltes cèl·lules tenen aquests receptors, i la unió d'una catecolamina al receptor generalment estimularà el sistema nerviós simpàtic (SNS). El sistema nerviós central és responsable de la resposta de lluita o fugida, que es desencadena per experiències com l'exercici o situacions que causen por. Aquesta resposta dilata les pupil·les (midriasi), augmenta la freqüència cardíaca, mobilitza l'energia i desvia el flux sanguini dels òrgans no essencials al múscul esquelètic. Aquests efectes junts tendeixen a augmentar el rendiment físic momentàniament.

## Subtipus
| Receptor    | Ordre de potència agonista                 | Acció agonista | Mecanisme                                                                     | Agonistes | Antagonistes |
| ----------- | ------------------------------------------ | --- | ----------------------------------------------------------------------------- | --- | --- |
| α1: A, B, D | noradrenalina > adrenalina >> isoprenalina | Contracció del múscul llis, midriasi, vasoconstricció a la pell, mucosa i vísceres abdominals i contracció de l'esfínter del tracte gastrointestinal i la bufeta urinària | Gq: activació de la fosfolipasa C (PLC), IP3 i DAG, augment del calci         | (Agonistes alfa-1) - Noradrenalina - Fenilefrina - Metoxamina - Cirazolina - Xilometazolina - Midodrina - Metaraminol - Cloroetilclonidina - Adrenocommutadors (fotocommutables agonistes)          | (Blocadors alfa-1) - Acepromazina - Alfuzosina - Doxazosina - Fenoxibenzamina - Fentolamina - Prazosina - Tamsulosina - Terazosina - Trazodona (ATC) - Clomipramina - Doxepina - Trimipramina - Antipsicòtics típics i atípics Antihistamínics (antagonistes H1) - Hidroxizina |
| α2: A, B, C | adrenalina = noradrenalina >> isoprenalina | Efectes mixtos en el múscul llis, inhibició de la noradrenalina, activació de les plaquetes                                                                               | Gi: activació de l'adenilat-ciclasa, disminució de l'AMPc                     | (Agonistes alfa-2) - Agmatina - Dexmedetomidina - Medetomidina - Romifidina - Clonidina - Cloroetilclonidina - Brimonidina - Detomidina - Lofexidina - Xilazina - Tizanidina - Guanfacina - Amitraz | (Blocadors alfa-2) - Fenoxibenzamina - Fentolamina - Iohimbina - Idazoxan - Atipamezol - Trazodona - Antipsicòtics típics i atípics |
| β1          | Isoprenalina > adrenalina > noradrenalina  | Efectes positius cronotròpics, dromotròpics i inotròpics, augment de la secreció d'amilasa                                                                                | Gs: activació de l'adenilat ciclasa, increment de l'AMPc                      | (Agonistes β1) - Dobutamina - Isoprenalina - Noradrenalina | (Blocadors beta) - Metoprolol - Atenolol - Bisoprolol - Propranolol - Timolol - Nebivolol - Vortioxetina |
| β2          | Isoprenalina > adrenalina > noradrenalina  | Relaxació del múscul llis (broncodilatació, per exemple) | Gs: activació de l'adenilat ciclasa, increment de l'AMPc (també Gi, vegeu α2) | (Agonistes β2) - Salbutamol - Mesilat de bitolterol - Formoterol - Isoprenalina - Levalbuterol - Metaproterenol - Salmeterol - Terbutalina - Ritodrina                                              | (Blocadors beta) - Butoxamina - Timolol - Propranolol - ICI-118,551 - Paroxetina |
| β3          | Isoprenalina > noradrenalina = adrenalina  | Millora la lipòlisi, promou la relaxació del múscul detrusor a la bufeta                                                                                                  | Gs: activació de l'adenilat ciclasa, AMPc (també Gi, vegeu α2)                | (Agonistes β3) - Amibegron - Solabegron - Mirabegron | (Blocadors beta) - SR 59230A |